# ديتمار برغر
ديتمار برغر (بالألمانية: Dietmar Burger)‏ هو لاعب دارت نمساوي، ولد في 19 يوليو 1968 في النمسا.

## وصلات خارجية
- ديتمار برغر على موقع DartsDatabase.co.uk (الإنجليزية)